# Боргес, Мария
Мария Боргес (порт. Maria Borges; родилась 28 октября 1992, Луанда) — ангольская топ-модель.
Родилась в столице Анголы Луанде. В 2010 году приняла участие в конкурсе,  организованном Elite Model Look, заняв второе место, и подписала контракт с агентством Elite. На международном подиуме дебютировала в 2012 году продефилировав на показах Givenchy, Oscar de la Renta, Tommy Hilfiger и некоторых других.
Принимала участие в показах Anna Sui, Badgley Mischka, Banana Republic, Blumarine, Carolina Herrera, Costello Tagliapietra, Custo Barcelona, Daks, Diane von Fürstenberg, Dior, Dsquared2, Elie Saab, Emanuel Ungaro, Emporio Armani, Erdem, Ermanno Scervino, Gianfranco Ferre, Giorgio Armani, Givenchy, Jason Wu, Jean Paul Gaultier, Jeremy Scott, Jonathan Saunders, Kenzo, Loewe, Marc Jacobs, Marchesa, Margaret Howell, Matthew Williamson, Max Mara, Maxime Simoens, Missoni, Monique Lhuillier, Moschino, Naeem Khan, Narciso Rodriguez, Oscar de la Renta, Philipp Plein, Posche Design, Ports 1961, Prabal Gurung, Ralph Lauren, Ralph Rucci, Salvatore Ferragamo, Элис Темперли, Tom Ford, Trussardi, Versace, Victoria's Secret, Vionnet, Wes Gordon, Zac Posen и других.
В 2013, 2014 и 2015 годах была приглашена на итоговые показы компании Victoria’s Secret.